# Mrljane
Mrljane (italsky Merliane) je vesnice a přímořské letovisko v Chorvatsku v Zadarské župě, nacházející se na ostrově Pašman, spadající pod opčinu Pašman. V roce 2011 zde žilo celkem 249 obyvatel. V roce 1991 naprostou většinu obyvatelstva (98,39 %) tvořili Chorvati.
Sousedními vesnicemi jsou Kraj, Neviđane a Pašman. Nejdůležitější dopravní komunikací je silnice D110.